# オーストラリア高等裁判所

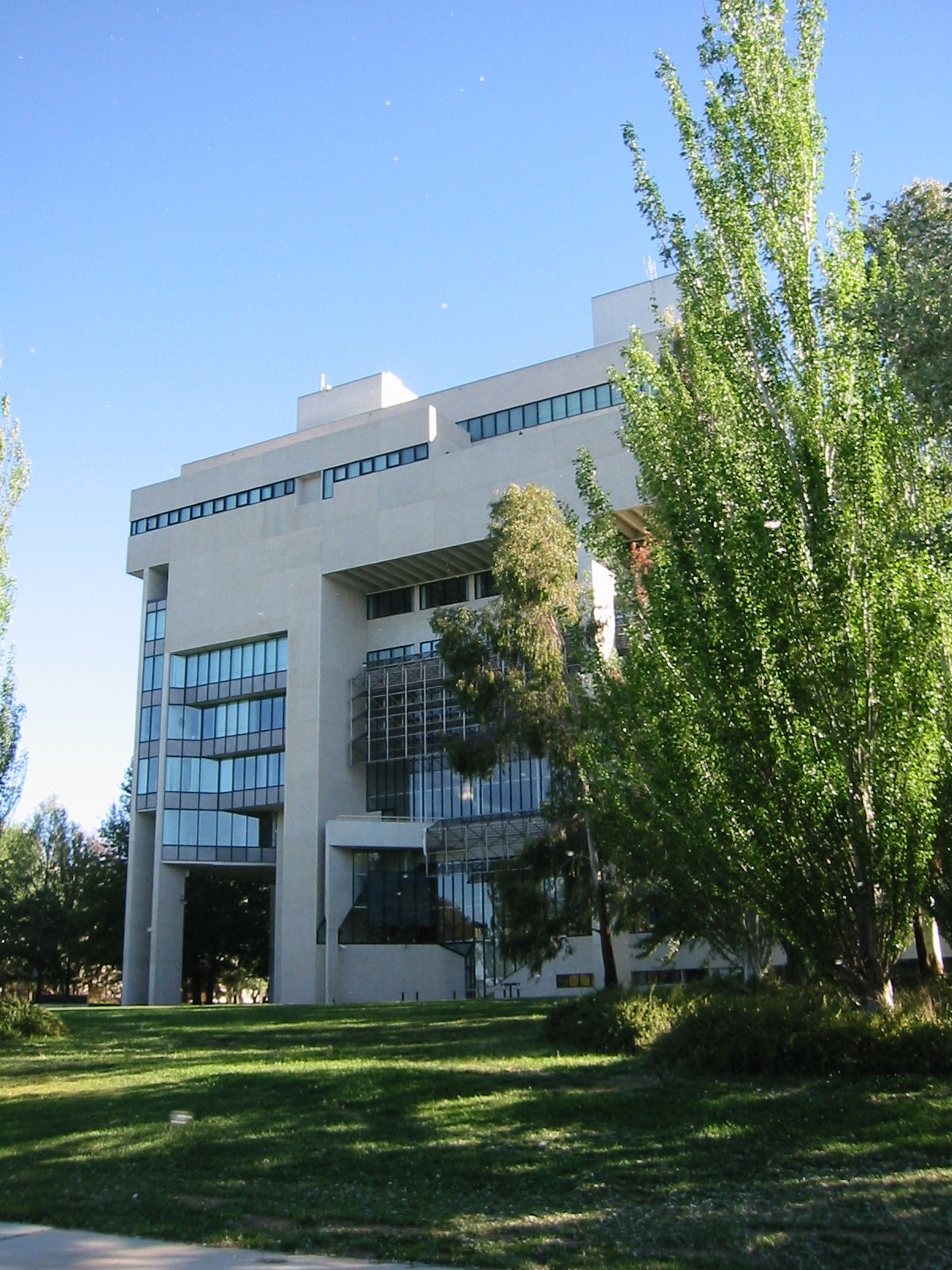
オーストラリア高等裁判所の施設外観

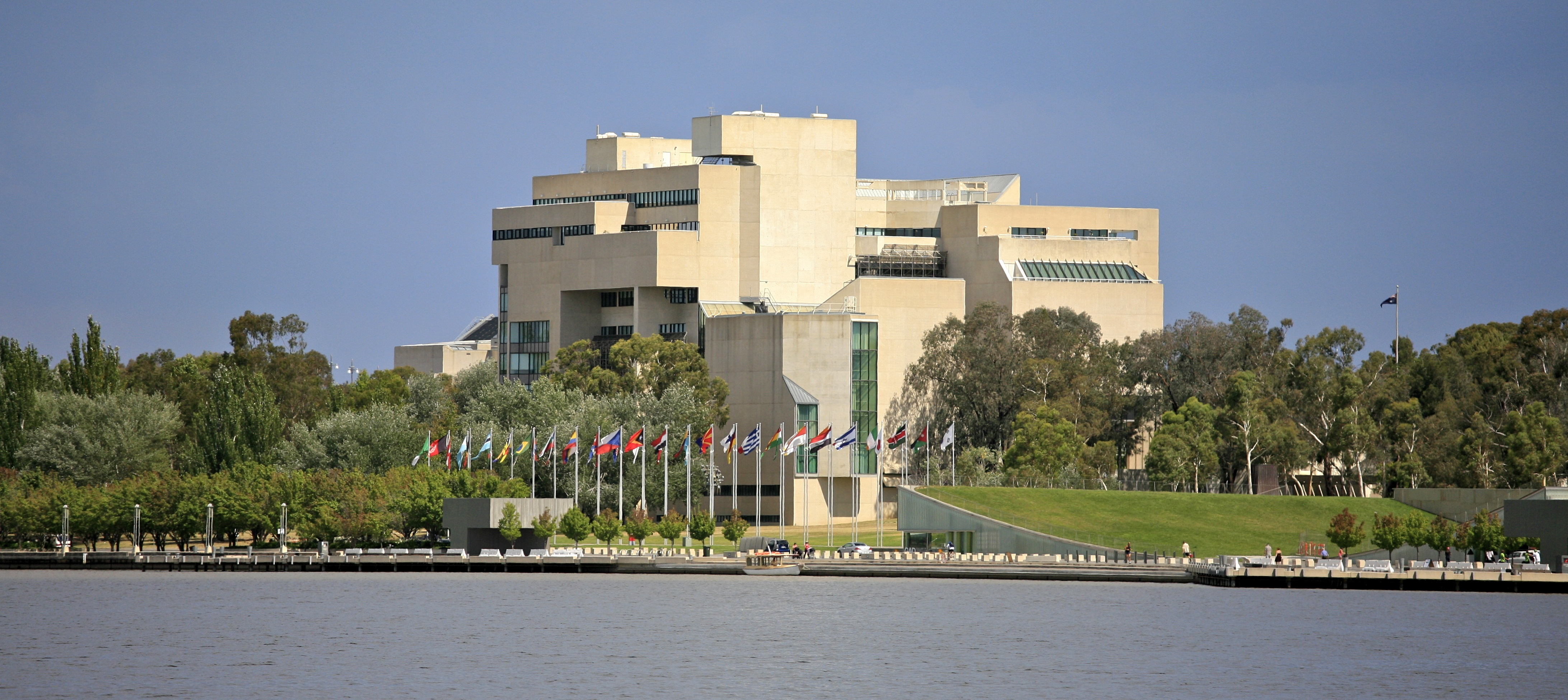
オーストラリア高等裁判所はバーリー・グリフィン湖畔に位置している

オーストラリア高等裁判所（オーストラリアこうとうさいばんしょ、英: High Court of Australia）は、オーストラリアにおける最上級裁判所である。オーストラリア高等法院とも訳される。オーストラリア連邦憲法71条には、「a Federal Supreme Court, to be called the High Court of Australia（オーストラリア高等裁判所（高等法院）と称する連邦最高裁判所）」と記されており、「連邦最高裁判所」とよばれることもある。1901年のオーストラリア連邦憲法の成立後、1903年の裁判所法制定によって設置された。現在の所在地は首都のキャンベラである。

## 機能

### 最終上訴審
オーストラリアにおける最上級裁判所として、高等裁判所が第一審として下した判決、他の連邦裁判所（オーストラリア連邦裁判所、オーストラリア家庭裁判所及びオーストラリア連邦微罪裁判所）の判決、州最高裁判所の判決及び連邦法に係る州裁判所の判決に対する上訴について審理する。高等裁判所への上訴には特別の許可が必要とされる。
かつては、高等裁判所の判決に対して、一定の場合に枢密院への上訴権が認められていたが、1975年に廃止された。

### 第一審
高等裁判所は、連邦憲法75条に規定された全ての事件について固有の管轄権を有する。
75条に規定された事件
- 条約に関して生じた事件
- 外国の領事その他の代表者に対する事件
- 連邦や連邦の代表として提訴または応訴する者が関与する事件
- 州相互間、異なる州の住民間または州と他州の住民間の事件
- 連邦公務員に対する職務執行令状、禁止令状または差止命令の請求事件

また、連邦憲法76条に規定された事件については、連邦法により、高等裁判所に固有の管轄権を付与することができる。
76条に規定された事件
- 憲法に関して生じた事件または憲法解釈を含む事件
- 連邦法に関して生じた事件
- 海事審判
- 同一事項につき異なる州の法律に関係する事件

### 違憲審査権
連邦憲法76条1号及び裁判所法30条により、高等裁判所は違憲審査権を有すると解されている。

## 構成
1人の首席裁判官（高等裁判所長官）と6人の裁判官で構成される。通常、高等裁判所が一審となるときは単独で、上訴審となるときは3人から5人の合議体で審理される。
裁判官は、総督によって任命され、定年は70歳である。また、両議院の議決に基づき、総督が罷免することができる。

## 歴代長官
- 初代 - サミュエル・グリフィス（英語版）
- 12代 - ロバート・フレンチ（英語版）…香港終審法院の非常任裁判官も務めており中国名は「范禮全」（2008年9月1日 - 2017年1月29日）。
- 13代 - スーザン・キーフェル（英語版）…初の女性長官である（2017年1月30日 - ）。